# Інженерна розвідка

Інженерний підрозділ морської піхоти США веде інженерну розвідку в пошуках саморобних вибухових пристроїв на дорозі. Провінція Гільменд. 7 червня 2011

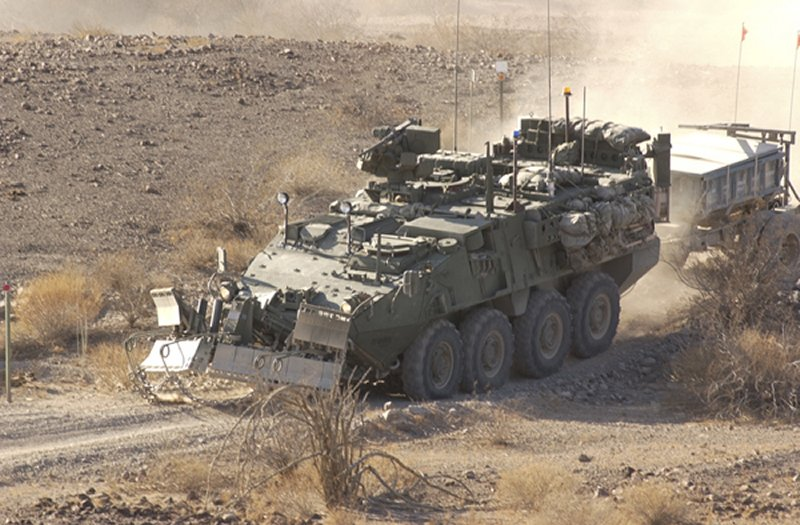
Колісний бронетранспортер-броньована інженерна машина M1132 «Страйкер»

Інжене́рна ро́звідка (ІР) — у військовій справі — вид розвідувального забезпечення військ, частина військової розвідки, що призначена для добування даних про місцевість і її інженерне обладнання, про стан і можливості інженерних військ супротивника.
Інженерна розвідка встановлює: характер і ступінь готовності інженерного обладнання позицій і районів, займаних противником, систему його загороджень, особливо ядерно-мінних; прохідність місцевості для військової техніки та транспортних засобів, стан доріг і мостів; місця і характер руйнувань, завалів, пожеж, затоплень та інших перешкод, що утворилися в результаті ядерних вибухів, напрямки їх обходу; характер водних перешкод та умови їх форсування; місцезнаходження і стан джерел води, місцевих матеріалів, засобів та підприємств, які можуть бути використані для інженерного забезпечення; маскуючі і захисні властивості місцевості.
Інженерна розвідка організується фахівцями інженерної служби (інженерних військ), командирами і штабами інженерних частин (підрозділів) відповідно до вказівки командира ведеться підрозділами інженерних військ, що діють як самостійно, так і в складі розвідувальних органів родів військ. Для виконання завдань інженерної розвідки призначаються: інженерні спостережні пости (ІСпП), інженерні пости фотографування (ІПФ), інженерні розвідувальні дозори (ІРД), інженерні розвідувальні групи (ІРГ). Інженерна розвідка ведеться спостереженням, пошуком, фотографуванням, засідками, а також шляхом вивчення військово-топографічного опису району бойових дій, опитування місцевих жителів, допиту полонених тощо. При веденні інженерної розвідки використовуються різнорідні технічні засоби: міношукачі, фотоапарати, прилади для спостереження і дешифрування знімків та інше.